# Parque Arqueológico de Champaner-Pavagadh
El Parque Arqueológico de Champaner-Pavagadh es un lugar declarado por la Unesco como Patrimonio de la Humanidad, situado en el distrito de Panchmahals, estado de Guyarat, India. Fue inscrito en el año 2004, abarcando un área de protección de 1.328,89 ha y un área de respeto de 2.911,74 ha.
Existe en el lugar una gran concentración de elementos de diversas culturas, en gran parte sin excavar los restos arqueológicos e históricas, en un paisaje impresionante. Se incluyen desde vestigios de la Edad del Cobre (calcolítico), una fortaleza en la colina de una temprana capital hindú, y los restos de la capital del estado de Guyarat, del siglo XVI. El sitio también incluye, entre otros restos, fortalezas, palacios, edificios religiosos, residenciales, estructuras agrícolas e instalaciones de agua, desde los siglos VIII al XIV.
El Templo de Kalikamata sobre la cima de la Colina Pavagadh, es un importante lugar santo, atrayendo a multitud de peregrinos a lo largo del año. El sitio es el único completo anterior al Imperio Mogol no alterado por el islam.
- Datos: Q844427
- Multimedia: Champaner-Pavagadh Archaeological Park / Q844427